# Drowned World Tour
Il Drowned World Tour è stato il quinto tour di concerti della cantautrice statunitense Madonna, a supporto dei suoi settimo e ottavo album in studio Ray of Light (1998) e Music (2000). Il tour segnò il ritorno di Madonna in concerto dopo otto anni, quando si esibì nel The Girlie Show Tour del 1993.

## Il tour
Partito da Barcellona il 9 giugno 2001, per la prima volta Madonna visitò soltanto l'Europa e gli Stati Uniti, decisione replicata anche per il Re-Invention Tour del 2004.
Rispetto alle date inizialmente annunciate, furono cancellate due tappe: quella del 5 giugno a Colonia (Germania), per problemi tecnici, e quella del 3 agosto nel New Jersey, per problemi alle corde vocali della star. La tappa dell'11 settembre a Los Angeles, invece, fu posticipata al 15 in conseguenza degli attentati dell'11 settembre. Negli spettacoli successivi all'attacco, Madonna non eseguì più la canzone The Funny Song e inoltre donò tutti i proventi degli ultimi tre spettacoli del tour (circa 7 milioni di dollari) in favore dei figli delle vittime dell'attacco terroristico.
Nel Regno Unito tutti i 97 000 biglietti dei sei spettacoli tenuti all'Earl's Court di Londra furono venduti in appena cinque ore. Lo stesso accadde per tutte le altre date del tour, che fecero registrare il tutto-esaurito in tempi da record.
Durante lo spettacolo del 13 giugno a Milano, Madonna dedicò la canzone Gone al suo amico Gianni Versace, lo stilista italiano assassinato nel luglio 1997 davanti alla sua villa di South Beach, a Miami.
Nella tappa di Miami del 14 agosto, il marito Guy Ritchie fece una sorpresa a Madonna, salendo sul palco con una torta di compleanno (ed una curiosa maglietta con scritto Starfucker) per festeggiare il suo imminente compleanno (il 16 agosto). Guy fece anche un'altra "incursione", salendo sul palco anche per l'ultimo show del 15 settembre a Los Angeles.
Lo show del 26 agosto a Detroit fu trasmesso in diretta dal canale televisivo americano HBO, e da quello spettacolo fu realizzato il video promozionale Madonna: Drowned World Tour 2001, diretto dal regista Hamish Hamilton e uscito in DVD. Fu anche pubblicato un libro fotografico con lo stesso titolo, contenente i più celebri ritratti di Madonna realizzati da fotografi quali David LaChapelle, Jean Baptiste Mondino, Mark Romanek, Mario Testino e Steven Meisel.
Per consentire i diversi cambi d'abito, furono realizzati tre intermezzi video: il primo, sulle note di Paradise (Not for Me), in cui la cantante sfoggia un look da geisha, il secondo su una versione remixata da Paul Oakenfold di What It Feels Like for a Girl, che mostra delle scene di stupro e violenze in un'animazione di anime giapponesi, tratte dal film Perfect Blue del regista Satoshi Kon e l'ultimo sulla versione strumentale della celebre Don't Cry for Me, Argentina.

## Sinossi
Lo show è diviso in cinque atti: Cyber-Punk, Geisha, Cowboy-Chic, Latin / Spanish e Ghetto / Urban.

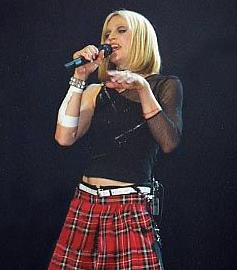
Madonna esegue Beautiful Stranger

Madonna appare al centro della scena in un palco simile ad un'astronave. Gli abiti scelti per il primo atto sono pantaloni neri punk con sopra un gonnellino scozzese ed una maglietta aperta al lato sinistro. La prima canzone eseguita è Drowned World / Substitute for Love che dà il titolo al tour. Quasi alla fine del pezzo, tutto si trasforma in un concerto rock con Impressive Instant seguita da Candy Perfume Girl, suonata con una chitarra elettrica in una versione ancora più rock dell'originale. Il quarto brano è Beautiful Stranger, introdotto da una scena del film Austin Powers - La spia che ci provava, della durata di pochi secondi. L'ultimo singolo dell'atto è Ray of Light, eseguito con spezzoni del video originale alle spalle della cantante e, sul finale, mixato alla ripresa della precedente Drowned World / Substitute for Love.

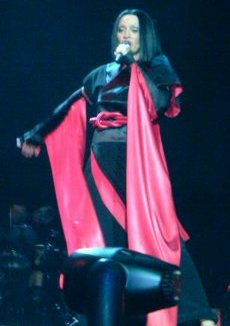
Madonna mentre esegue Frozen

Il secondo atto è introdotto da un video dove Madonna, con un look da geisha, canta il brano Paradise (Not For Me). Terminato il video, Madonna appare con parrucca nera e indossa un kimono disegnato dalla stilista Arianne Phillips e caratterizzato da maniche lunghe nove metri. Il primo brano ad essere interpretato è Frozen, mixato alla sua versione "Stereo MC's Remix". In questa esibizione Madonna dopo aver sfilato le braccia dalle lunghe maniche, esegue delle tipiche mosse di karate e balla con uno stile giapponese sempre presente nelle coreografie. Si prosegue con un interludio musicale ispirato al brano Open Your Heart che fa da ponte tra il brano precedente e il successivo, ovvero Nobody's Perfect, in cui la cantante, grazie ad una coreografia con uno dei suoi ballerini vestito da samurai, fa notare la debolezza che a volte le donne hanno nei confronti degli uomini. È il turno del medley tra Mer Girl e Sky Fits Heaven: Madonna, in cima ad una montagna a tema giapponese, intona la prima parte di Mer Girl. Verso la metà, la canzone si sospende per dare spazio a Sky Fits Heaven, in cui la cantante, con l'ausilio di imbracature e corde, salta giù dalla montagna e inizia a combattere insieme a due ballerine contro dei samurai usando gli stili degli anime giapponesi. Dopo aver ucciso tutti i samurai, riprende la seconda parte di Mer Girl, dove, nel video alle sue spalle, Madonna appare malmessa e sanguinante, proprio per dare l'idea di un combattimento appena finito, poi la cantante si toglie la parrucca nera, afferra un fucile e spara all'ultimo ballerino che stava eseguendo un ballo tratto dalla cultura giapponese. L'atto termina con un video del brano What It Feels Like for a Girl in una nuova versione mixata da Paul Oakenfold che presenta alcune immagini cruente tratte dal film Perfect Blue alternate al video di Frozen

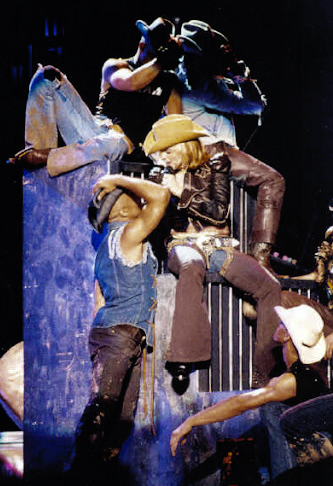
Madonna e i suoi ballerini eseguono Don’t Tell Me

Nel terzo atto Madonna si presenta come una cowgirl. Il primo brano ad essere interpretato è I Deserve It, dove la cantante è seduta su delle presse di fieno, imbracciando una chitarra acustica e suonando per tutta la durata della canzone. Il secondo brano è Don't Tell Me, dove l'esibizione e la coreografia si rifanno molto a quelle del video ufficiale. Seguono poi Human Nature, dove Madonna cavalca un toro meccanico; il brano tradizionale The Funny Song, la cui atmosfera ricorda molto quella di un vero e proprio saloon e Secret, dove Madonna suona la chitarra con la presenza di un video sulla povertà delle città africane alle sue spalle. L'ultimo brano dell'atto è Gone che in alcune date fu sostituito dalla ballata You'll See della raccolta Something to Remember.
Il quarto atto è introdotto da una versione strumentale di Don't Cry for Me, Argentina. Madonna, con capelli raccolti e un semplice abito nero, canta Lo Que Siente La Mujer, la versione spagnola di What It Feels Like for a Girl e infine imbraccia la chitarra per cantare la versione lenta della sua hit del 1986 La Isla Bonita.

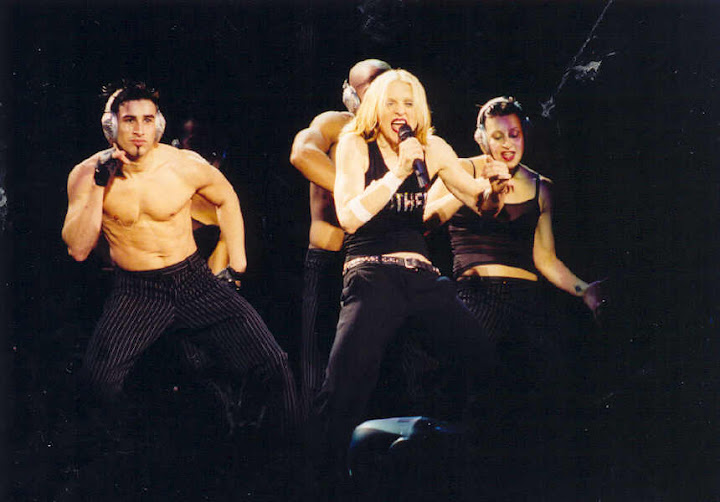
Madonna interpreta Music insieme ai suoi ballerini

Per l'ultimo atto Madonna si presenta con canottiera e pantaloni neri. Insieme alle sue storiche coriste interpreta uno dei suoi primi successi Holiday mixato a Music Sounds Better with You degli Stardust e infine Music accompagnata da un nuovo video formato da tutti i videoclip della cantante, questa volta il palco si trasforma in una vera e propria discoteca con tanto di vinile formato gigante che ruota. Il concerto si conclude con una fanfara che ricorda il suono di un'astronave e la buonanotte di Madonna.

## Scaletta
I atto - Rock 'n' Roll Punk Girl
1. Drowned World / Substitute for Love (contiene elementi di Don't Tell Me, Frozen, Ray of Light, Music e Human Nature)
2. Impressive Instant
3. Candy Perfume Girl
4. Beautiful Stranger [contiene elementi di Soul Bossa Nova (Dim's Space-A-Nova)]
5. Ray of Light (contiene elementi di Drowned World / Substitute for Love)

II atto - Geisha Girl
1. Paradise (Not for Me) [video interlude]
2. Frozen (Stereo MC's Remix)/"Open Your Heart" Swell
3. Nobody's Perfect
4. Mer Girl / Sky Fits Heaven
5. What It Feels Like for a Girl (Remix) [video interlude]

III atto - Cyber Cowgirl
1. I Deserve It
2. Don't Tell Me
3. Human Nature
4. The Funny Song
5. Secret
6. Gone

IV atto - Spanish Girl/Ghetto Girl
1. Don't Cry for Me Argentina (versione strumentale, interlude)
2. Lo Que Siente la Mujer (Calderone & Quayle Dark Side Mix)
3. La Isla Bonita
4. Holiday (contiene elementi di Fate e Music Sounds Better with You)
5. Music (contiene elementi di Trans-Europe Express)

### Variazioni
- In alcune date nordamericane, Gone fu sostituita da You'll See.
- Nelle ultime tre date di Los Angeles, a causa degli attentati dell'11 settembre 2001, The Funny Song non fu eseguita.

## Date
| Data              | Città           | Stato       | Luogo                               | Biglietti (venduti / disponibili) | Incasso     |
| Europa            | Europa          | Europa      | Europa                              | Europa                            | Europa      |
| ----------------- | --------------- | ----------- | ----------------------------------- | --------------------------------- | ----------- |
| 9 giugno 2001     | Barcellona      | Spagna      | Palau Sant Jordi                    | 36.136 / 36.136                   | $2.039.112  |
| 10 giugno 2001    | Barcellona      | Spagna      | Palau Sant Jordi                    | 36.136 / 36.136                   | $2.039.112  |
| 13 giugno 2001    | Assago          | Italia      | FilaForum                           | 36.100 / 36.100                   | $3.926.815  |
| 14 giugno 2001    | Assago          | Italia      | FilaForum                           | 36.100 / 36.100                   | $3.926.815  |
| 15 giugno 2001    | Assago          | Italia      | FilaForum                           | 36.100 / 36.100                   | $3.926.815  |
| 19 giugno 2001    | Berlino         | Germania    | Max-Schmeling-Halle                 | 43.455 / 43.455                   | $2.864.786  |
| 20 giugno 2001    | Berlino         | Germania    | Max-Schmeling-Halle                 | 43.455 / 43.455                   | $2.864.786  |
| 22 giugno 2001    | Berlino         | Germania    | Max-Schmeling-Halle                 | 43.455 / 43.455                   | $2.864.786  |
| 23 giugno 2001    | Berlino         | Germania    | Max-Schmeling-Halle                 | 43.455 / 43.455                   | $2.864.786  |
| 26 giugno 2001    | Parigi          | Francia     | Palazzo dello Sport di Parigi-Bercy | 68.000 / 68.000                   | $4.443.155  |
| 27 giugno 2001    | Parigi          | Francia     | Palazzo dello Sport di Parigi-Bercy | 68.000 / 68.000                   | $4.443.155  |
| 29 giugno 2001    | Parigi          | Francia     | Palazzo dello Sport di Parigi-Bercy | 68.000 / 68.000                   | $4.443.155  |
| 30 giugno 2001    | Parigi          | Francia     | Palazzo dello Sport di Parigi-Bercy | 68.000 / 68.000                   | $4.443.155  |
| 4 luglio 2001     | Londra          | Regno Unito | Earls Court Exhibition Centre       | 107.415 / 107.415                 | $8.734.149  |
| 6 luglio 2001     | Londra          | Regno Unito | Earls Court Exhibition Centre       | 107.415 / 107.415                 | $8.734.149  |
| 7 luglio 2001     | Londra          | Regno Unito | Earls Court Exhibition Centre       | 107.415 / 107.415                 | $8.734.149  |
| 9 luglio 2001     | Londra          | Regno Unito | Earls Court Exhibition Centre       | 107.415 / 107.415                 | $8.734.149  |
| 10 luglio 2001    | Londra          | Regno Unito | Earls Court Exhibition Centre       | 107.415 / 107.415                 | $8.734.149  |
| 12 luglio 2001    | Londra          | Regno Unito | Earls Court Exhibition Centre       | 107.415 / 107.415                 | $8.734.149  |
| Nord America      |                 |             |                                     |                                   |             |
| 21 luglio 2001    | Filadelfia      | Stati Uniti | First Union Center                  | 31.128 / 31.128                   | $3.382.485  |
| 22 luglio 2001    | Filadelfia      | Stati Uniti | First Union Center                  | 31.128 / 31.128                   | $3.382.485  |
| 25 luglio 2001    | New York        | Stati Uniti | Madison Square Garden               | 79.401 / 79.401                   | $9.297.105  |
| 26 luglio 2001    | New York        | Stati Uniti | Madison Square Garden               | 79.401 / 79.401                   | $9.297.105  |
| 28 luglio 2001    | New York        | Stati Uniti | Madison Square Garden               | 79.401 / 79.401                   | $9.297.105  |
| 29 luglio 2001    | New York        | Stati Uniti | Madison Square Garden               | 79.401 / 79.401                   | $9.297.105  |
| 31 luglio 2001    | New York        | Stati Uniti | Madison Square Garden               | 79.401 / 79.401                   | $9.297.105  |
| 2 agosto 2001     | East Rutherford | Stati Uniti | Continental Airlines Arena          | 16.457 / 16.457                   | $1.842.155  |
| 7 agosto 2001     | Boston          | Stati Uniti | Fleet Center                        | 29.886 / 29.886                   | $3.503.520  |
| 8 agosto 2001     | Boston          | Stati Uniti | Fleet Center                        | 29.886 / 29.886                   | $3.503.520  |
| 10 agosto 2001    | Washington      | Stati Uniti | MCI Center                          | 32.061 / 32.061                   | $3.472.148  |
| 11 agosto 2001    | Washington      | Stati Uniti | MCI Center                          | 32.061 / 32.061                   | $3.472.148  |
| 14 agosto 2001    | Sunrise         | Stati Uniti | National Car Rental Center          | 31.572 / 31.572                   | $3.603.573  |
| 15 agosto 2001    | Sunrise         | Stati Uniti | National Car Rental Center          | 31.572 / 31.572                   | $3.603.573  |
| 19 agosto 2001    | Atlanta         | Stati Uniti | Philips Arena                       | 29.617 / 29.617                   | $3.553.444  |
| 20 agosto 2001    | Atlanta         | Stati Uniti | Philips Arena                       | 29.617 / 29.617                   | $3.553.444  |
| 25 agosto 2001    | Auburn Hills    | Stati Uniti | The Palace of Auburn Hills          | 34.407 / 34.407                   | $4.127.533  |
| 26 agosto 2001    | Auburn Hills    | Stati Uniti | The Palace of Auburn Hills          | 34.407 / 34.407                   | $4.127.533  |
| 28 agosto 2001    | Chicago         | Stati Uniti | United Center                       | 33.725 / 33.725                   | $3.743.830  |
| 29 agosto 2001    | Chicago         | Stati Uniti | United Center                       | 33.725 / 33.725                   | $3.743.830  |
| 1º settembre 2001 | Las Vegas       | Stati Uniti | MGM Grand Garden Arena              | 29.587 / 29.587                   | $6.503.950  |
| 2 settembre 2001  | Las Vegas       | Stati Uniti | MGM Grand Garden Arena              | 29.587 / 29.587                   | $6.503.950  |
| 5 settembre 2001  | Oakland         | Stati Uniti | Oakland Arena                       | 31.195 / 31.195                   | $3.351.320  |
| 6 settembre 2001  | Oakland         | Stati Uniti | Oakland Arena                       | 31.195 / 31.195                   | $3.351.320  |
| 9 settembre 2001  | Los Angeles     | Stati Uniti | Staples Center                      | 61.464 / 61.464                   | $8.303.165  |
| 13 settembre 2001 | Los Angeles     | Stati Uniti | Staples Center                      | 61.464 / 61.464                   | $8.303.165  |
| 14 settembre 2001 | Los Angeles     | Stati Uniti | Staples Center                      | 61.464 / 61.464                   | $8.303.165  |
| 15 settembre 2001 | Los Angeles     | Stati Uniti | Staples Center                      | 61.464 / 61.464                   | $8.303.165  |
| Totale            | Totale          | Totale      | Totale                              | 731.606 / 731.606 (100%)          | $76.792.245 |

### Cancellazioni
| Data          | Città           | Stato       | Luogo                      | Causa                  |
| Europa        | Europa          | Europa      | Europa                     | Europa                 |
| ------------- | --------------- | ----------- | -------------------------- | ---------------------- |
| 5 giugno 2001 | Colonia         | Germania    | Kölnarena                  | Problemi tecnici       |
| 6 giugno 2001 | Colonia         | Germania    | Kölnarena                  | Problemi tecnici       |
| Nord America  |                 |             |                            |                        |
| 3 agosto 2001 | East Rutherford | Stati Uniti | Continental Airlines Arena | Influenza dell'artista |

## I numeri
85 giorni di durata del tour (dal 9 giugno al 15 settembre 2001)
47 rappresentazioni dello spettacolo
17 città toccate dal tour in 2 continenti (Nord America, Europa)
3 show cancellati
105 minuti di durata dello show
22 brani eseguiti durante lo show
2 coriste e 11 ballerini sul palco insieme a Madonna
731.606 spettatori
76.792.245 dollari incassati